# Dicksonia thyrsopteroides
Dicksonia thyrsopteroides är en ormbunkeart som beskrevs av Georg Heinrich Mettenius. Dicksonia thyrsopteroides ingår i släktet Dicksonia och familjen Dicksoniaceae. Inga underarter finns listade.

## Bildgalleri

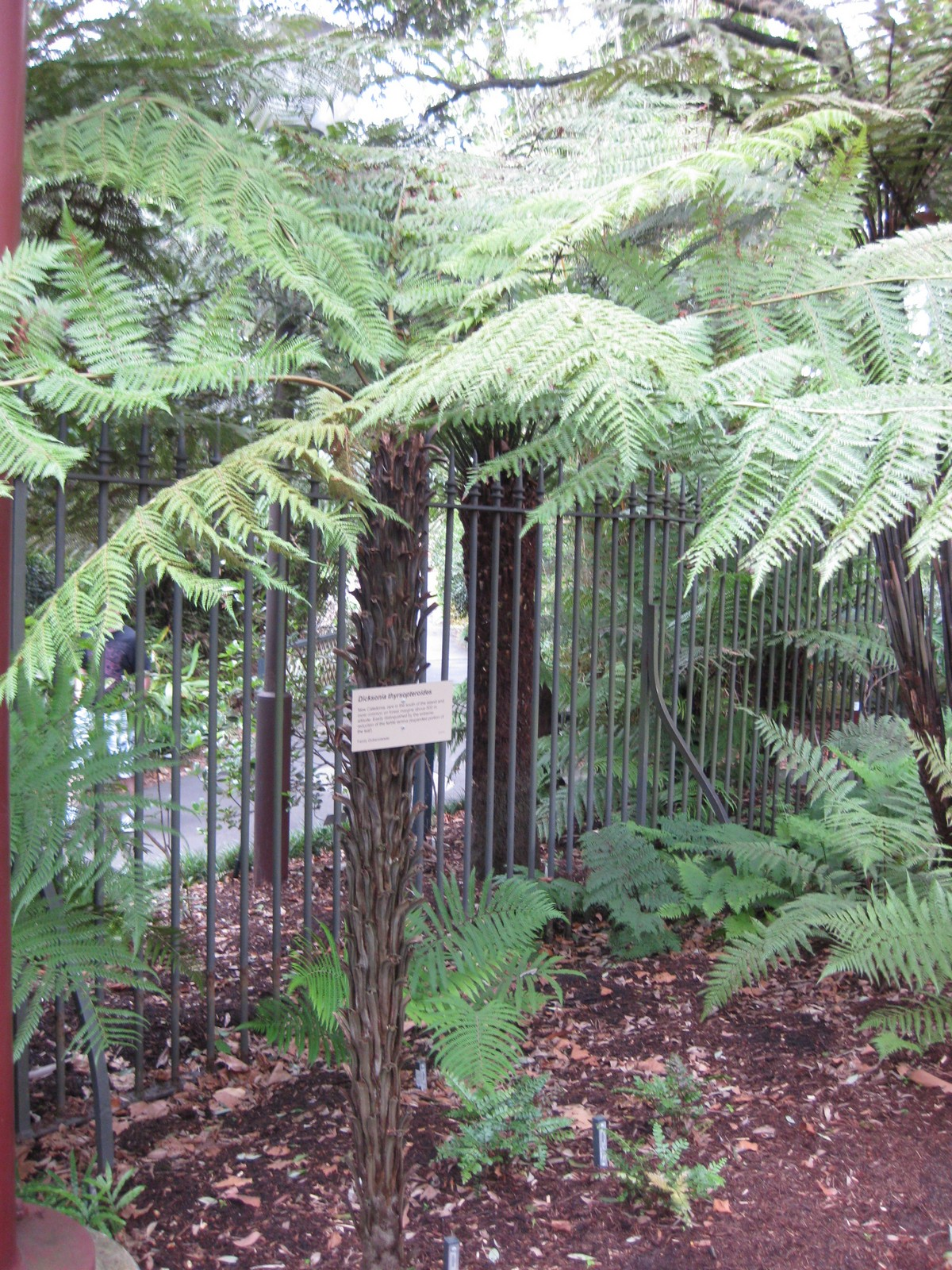
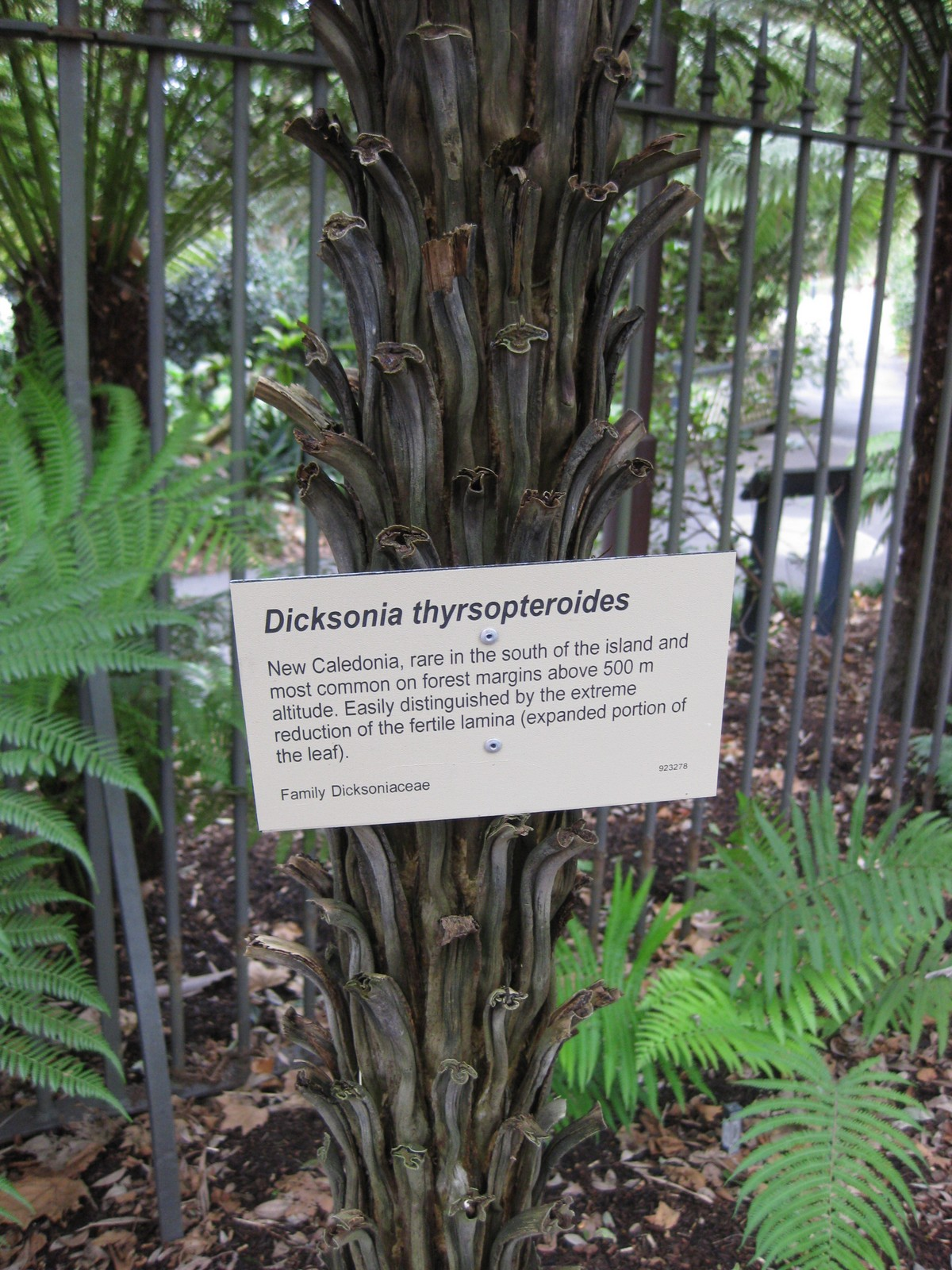
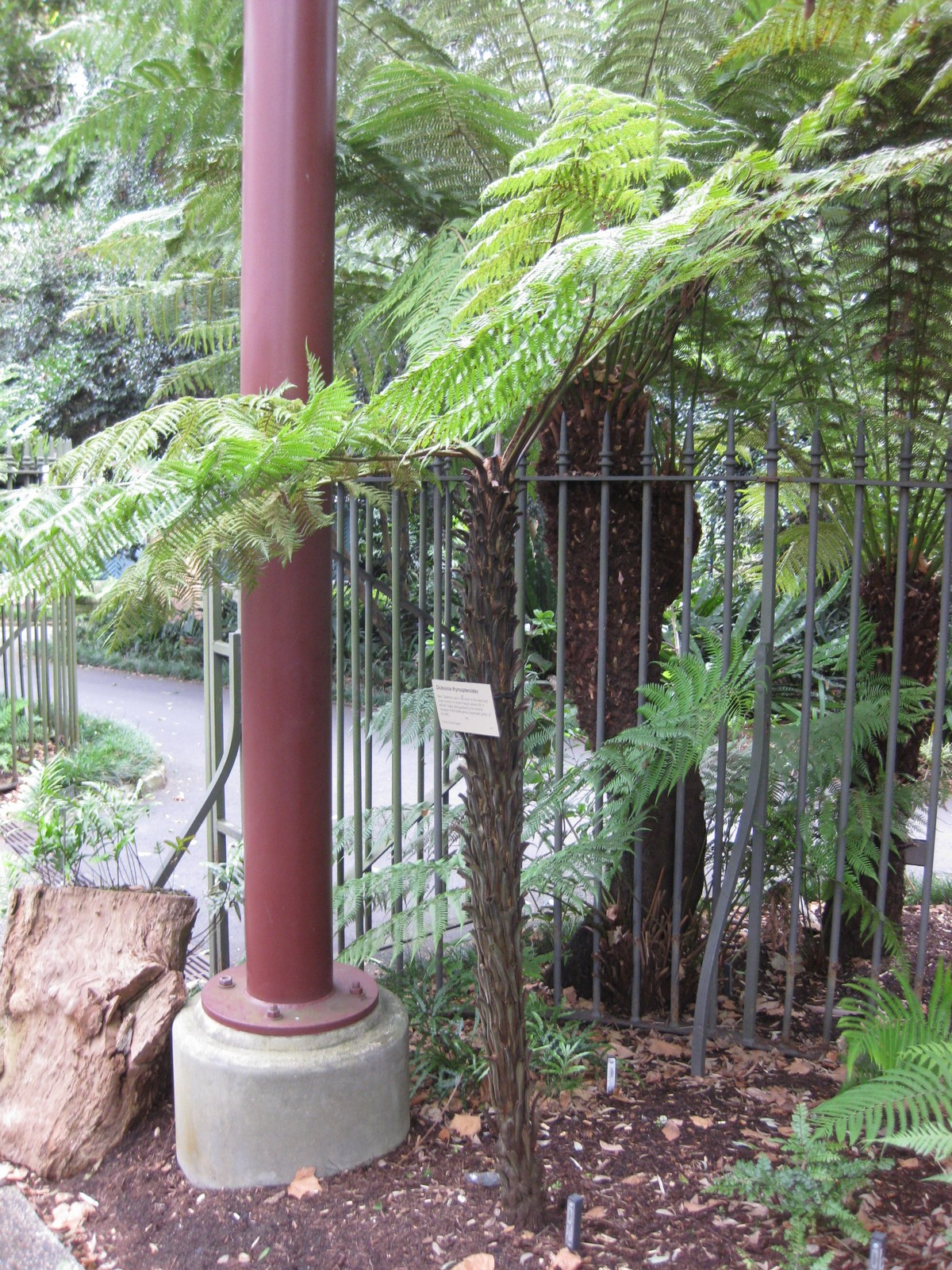